# Mennica w Kownie
Mennica w Kownie – mennica litewska uruchomiona w latach 1665–1667 w Kownie, za panowania Jana II Kazimierza, w celu bicia miedzianych szelągów zwanych boratynkami, sygnowanych inicjałami GFH (Jan Fryderyk Horn). W poszczególnych latach wybito szelągów na kwotę:
- 1665 r. – 78 590 złotych polskich,
- 1666 r. – 337 700 złotych polskich 12 groszy,
- 1667 r. – 9038 złotych polskich 10 groszy.